# Elophila sinicalis
Elophila sinicalis is een vlinder uit de familie van de grasmotten (Crambidae), uit de onderfamilie van de Acentropinae. De wetenschappelijke naam van deze soort is voor het eerst gepubliceerd in 1897 door George Francis Hampson.

## Verspreiding
De soort komt voor in China, Noord-Korea en Japan.

## Waardplanten
De rups leeft op Spirodela polyrhiza (Araceae) en Hydrocharis dubia (Hydrocharitaceae).